# Jerup (parochie)
Jerup (tot 2010: Jerup Kirkedistrikt)  is een parochie van de Deense Volkskerk in de Deense gemeente Frederikshavn. De parochie maakt deel uit van het bisdom Aalborg en telt 1010 kerkleden op een bevolking van 1010 (2004).
Abildgård · Albæk · Åsted · Bangsbostrand · Elling · Flade · Frederikshavn · Gærum · Hørby · Hulsig · Jerup · Karup · Kvissel · Lyngsaa · Østervrå · Råbjerg · Sæby · Skærum · Skæve · Skagen · Torslev · Understed · Volstrup